# Cucsifae
Cucsifae es una banda de hardcore punk argentina. Liderada por el cantante y guitarrista Lucas Sequeira. Su primera formación fue en el año 1993 llamados HIV, para transformarse en Cucsifae al año siguiente.
Lucas fue guitarrista de Fun People. Está considerado dentro de los mejores y más influyentes guitarristas de la escena hardcore punk en Argentina.
En 1995 editan su primer demo titulado "Cucsiefae 95".
En 1996 editan su primer disco titulado "Cucsifae", con Alejo Galante en batería. 
En 1998 se editó un compilado "Ningún Homenaje. Ningún Critico" en el que participaron bandas como: Totus Toss, Jesús Martyr, Loquero, Restos Fósiles y Cucsifae.
En 1999 lanzan el segundo disco llamado "Acerca de personas". La banda brindo diferentes espectáculos por Argentina, Chile y Uruguay.
En 2001 presentan el tercer disco de la banda "Brilla como un pequeño niño"; y en 2007 se inició con "Take you higher", una placa grabada en los Estudios Del Abasto al Pasto por Álvaro Villagra, el conocido productor ganador de un Premio Grammy. En junio de 2018 lanzaron “Ojo De Agua”, un EP de tres canciones grabado completamente por Lucas Sequeira, con guitarras de Sebastian Garri.

## Discografía
- 1995, Cucsiefae 95.
- 1996, Cucsifae.
- 1998, Ningún Homenaje. Ningún Critico.(compilado)
- 1999 Cucsifae & Pirexia. Soñando natural para no morir radioactivo.
- 2000, Acerca de personas.
- 2003, Brilla como un pequeño nini@.
- 1999, Wake up.
- 2007, Take you higher.
- 2018, Ojo de Agua

"La música que hago es para sanar".
Lucas Sequeira, junio de 2014.